# Huangyuan (socken i Kina)
Huangyuan (kinesiska: 黄源, 黄源乡) är en socken i Kina. Den ligger i provinsen Zhejiang, i den östra delen av landet, omkring 260 kilometer söder om provinshuvudstaden Hangzhou. Antalet invånare är 3323. Befolkningen består av 1 566 kvinnor och 1 757 män. Barn under 15 år utgör 16,0 %, vuxna 15-64 år 68 %, och äldre över 65 år 14,0 %.
Genomsnittlig årsnederbörd är 2 342 millimeter. Den regnigaste månaden är juni, med i genomsnitt 422 mm nederbörd, och den torraste är oktober, med 61 mm nederbörd.